# أوليج فلاسوف
أوليج فلاسوف (بالروسية: Власов, Олег Сергеевич)‏ (10 ديسمبر 1984 في روسيا - ) هو لاعب كرة قدم روسي في مركز الوسط. شارك مع منتخب روسيا تحت 21 سنة لكرة القدم. أما مع النوادي، فقد لعب مع توربيدو موسكو وتيريك غروزني وزينيت سانت بطرسبرغ ونادي موردوفيا سارانسك وFC Metallurg Pikalyovo ‏ ونادي ساتورن رامنسكوي.

## وصلات خارجية
- أوليج فلاسوف على موقع قاعدة بيانات كرة القدم.إي يو (الإنجليزية)
- أوليج فلاسوف على موقع Soccerway.com (الإنجليزية)